# Temple protestant de Montparnasse-Plaisance
Le temple protestant de Montparnasse-Plaisance est un édifice religieux inauguré en 1879 et situé au 95 rue de l'Ouest dans le 14e arrondissement de Paris. La paroisse est membre de l'Église protestante unie de France.

## Histoire
En 1855, Henry Paumier (1821-1899), pasteur auxiliaire puis adjoint de la paroisse de Pentemont crée une paroisse protestante, deux écoles protestantes : une de garçons et une de filles, et un orphelinat de jeunes filles. Ce dernier est localisé d'abord 14, rue du Transit puis au 63 rue Pernety,.
La paroisse tire son nom du nom d'un petit hameau, devenu le quartier de Plaisance ; elle englobe « la partie des XIIIe, XIVe et XVe arrondissements comprise entre les fortifications et l'ancien mur d'enceinte ».
Installée dans un local provisoire au 97 rue de l'Ouest, la paroisse s'étoffe rapidement. En décembre 1862, face à l'importance des besoins et à la vétusté complète des locaux, il est décidé de demander à la ville de Paris la construction d'un temple sur le terrain acheté par le pasteur dès 1860, l'année où la commune de Vaugirard est rattachée à Paris.
La ville donne en mai 1864 son accord pour la construction d'un « lieu de culte protestant » et d'un groupe scolaire. Le nouveau bâtiment n'est inauguré qu'en 1879. L'ensemble est représenté sur le plan parcellaire municipal de Paris exécuté de 1871 à 1896,.
Après Henry Paumier, est pasteur Édouard Sautter. De 2016 à 2018, la pasteure est Anne-Laure Danet, qui devient ensuite responsable du Service des relations avec les Églises chrétiennes de la Fédération protestante de France. Depuis 2018, la pasteure est Marie-Pierre Cournot.

## Architecture

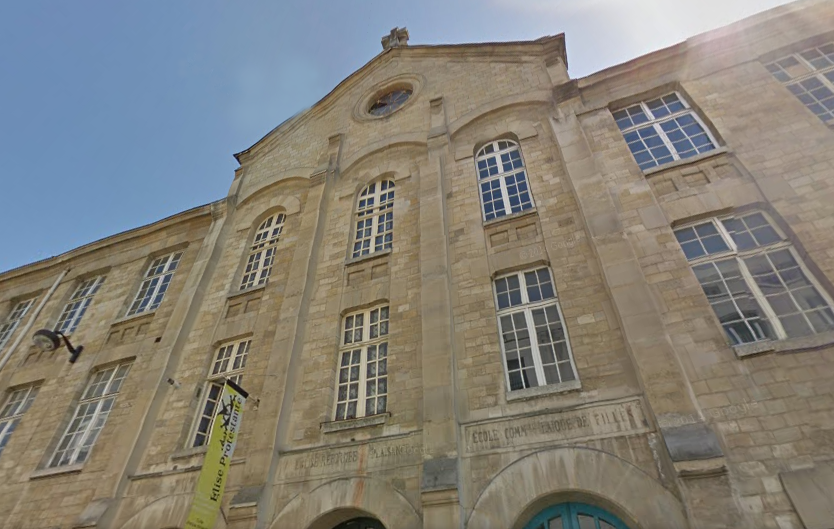
Façade néo-romane du temple, donnant sur la rue de l'Ouest

La façade du 95 rue de l'Ouest se fond dans l'alignement des immeubles. Un pignon surmonté d'une croix et l'inscription « ÉGLISE RÉFORMÉE DE PLAISANCE » gravée sur la porte centrale annoncent discrètement la fonction cultuelle du lieu. Le nom de l'architecte n'est pas connu. Le fils du pasteur Paumier, l'architecte Félix Paumier, n'était alors âgé que de 24 ans.

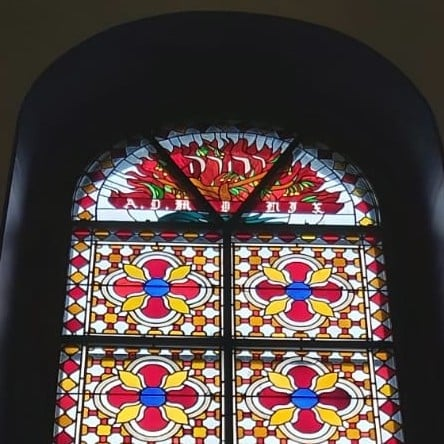
Vitrail avec le buisson ardent, symbole classique des Églises réformées, et יהוה, le nom de Dieu en hébreu

La salle du temple, située à l'étage, se présente comme une grange à la charpente apparente.
Les fenêtres sont garnies de vitraux datés de 1909 avec des fleurs stylisés sur fond géométrique à motif de grille. La moitié est surmontée de la devise de la Réforme "Post tenebras lux" et d'un emblème modernisé : une coupe de communion et une croix entourées de branches d'olivier, l'autre d'une représentation du buisson ardent, symbole classique des Églises réformées, dans lequel s'inscrit יהוה, le nom de Dieu en hébreu. Dessous, est-écrit A.D. MDLIX, pour Anno Domini 1559, date du premier synode de l'Eglise réformée de France du 25 au 29 mai 1559, rue Visconti.
Contre le mur du fond du temple se détachent la chaire axiale à double escalier latéral, dosseret et abri-voix, et la table de communion, qui n'existait pas dans les temples de tradition réformée mais s'est imposée au fil du temps.
L'orgue néo-romantique, placé au milieu de la tribune, en face de la chaire, est orné d'un buffet néo-gothique. Il présente 2 claviers de 56 notes et un pédalier de 30 notes qui font parler les tuyaux par transmission mécanique. Les 15 jeux (dont 11 réels) forment la composition suivante :
| Grand-orgue         | Récit expressif | Pédale       |
| ------------------- | --------------- | ------------ |
| Bourdon 16'         | Cor de nuit 8'  | Soubasse 16' |
| Montre 8'           | Gambe 8'        | Basse 8'     |
| Flûte harmonique 8' | Voix céleste 8' |              |
| Prestant 4'         | Flûte 4'        |              |
| Plein-jeu IV rgs    | Nasard 2' 2/3   |              |
|                     | Flageolet 2'    |              |
|                     | Tierce 1' 3/5   |              |
|                     | Trompette 8'    |              |

## Administration
La paroisse appartient au consistoire de Paris Sud de l'Église protestante unie de France. Elle fonctionne en association cultuelle (aussi appelée association presbytérale) en vertu de la loi de 1905 de la séparation des Églises et de l'État. L'association cultuelle est administrée par un conseil presbytéral.
Les activités culturelles (notamment le chœur Allegretto) et l'entraide aux personnes démunies (diaconat de Plaisance) sont organisées par une association de loi de 1901 intitulée A.J.P.P. (Association des Jeunes de Paris-Plaisance).
L'orphelinat des jeunes filles protestantes de Plaisance est devenu le Foyer d'étudiantes et de jeunes travailleuses de la fondation Paumier-Vernes,. Il a été récemment modernisé. Les liens entre la paroisse et le foyer se manifestent seulement par l'engagement de certaines personnes dans les deux organismes et le fait qu'un siège soit réservé au pasteur de Plaisance au conseil d'administration de la fondation.